# Långsjötjärnen, Härjedalen
Långsjötjärnen är en sjö i Härjedalens kommun i Härjedalen och ingår i Ljusnans huvudavrinningsområde. Sjön har en area på 0,208 kvadratkilometer och ligger 734,3 meter över havet.

## Delavrinningsområde
Långsjötjärnen ingår i det delavrinningsområde (691075-136495) som SMHI kallar för Utloppet av Långsjötjärnen. Medelhöjden är 754 meter över havet och ytan är 1,14 kvadratkilometer. Räknas de 5 avrinningsområdena uppströms in blir den ackumulerade arean 11,63 kvadratkilometer. Vattendraget som avvattnar avrinningsområdet har biflödesordning 4, vilket innebär att vattnet flödar genom totalt 4 vattendrag innan det når havet efter 324 kilometer. Avrinningsområdet består mestadels av skog (56 procent) och sankmarker (25 procent). Avrinningsområdet har 0,21 kvadratkilometer vattenytor vilket ger det en sjöprocent på 18,2 procent.